# Saintonge

Herb Saintonge

Saintonge na tle Francji

Saintonge (w polskich opracowaniach spotykane nazwy: Sentonia, Senconia, Sątąg albo też Sątągi) – historyczna prowincja francuska ze stolicą w Saintes, wraz z Angoumois i Aunis tworząca Charentes. Współcześnie stanowi część departamentów Charente i Charente-Maritime.